# La Chanson de la Forêt
La Chanson de la Forêt (Лісова пісня) est un poème et une pièce de théâtre en trois actes de Lessia Oukraïnka.

## Historique

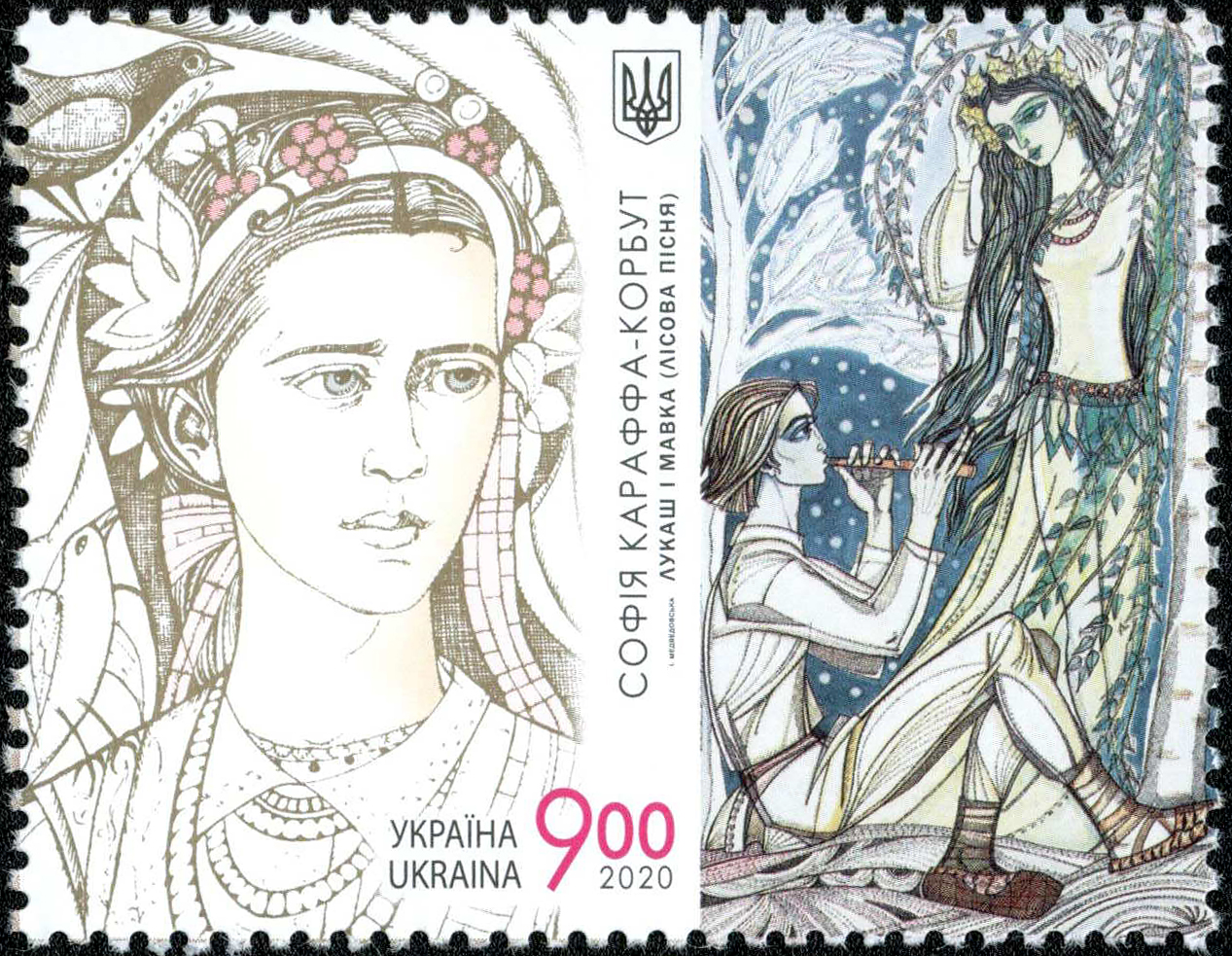
Timbre ukrainien de 2020, dessins de Sofia Karaffa-Korbout avec à droite la Chanson de la Forêt.

Cette pièce de théâtre est écrite par Lessia Oukraïnka en 1911, dans la ville de Koutaïssi, en Géorgie. Elle est représentée pour la première fois le 22 novembre 1918 au théâtre dramatique de Kiev. C'est un des premiers exemples d'œuvres du genre de la fantaisie dans la littérature ukrainienne.

## Adaptations

### Adaptations chorégraphiques
- La Chanson de la Forêt est un ballet du compositeur ukrainien Mykhailo Skorulskyi créé en 1936. Il a été représenté pour la première fois en 1946, à Kiev.
- La Chanson de la Forêt est un opéra du compositeur ukrainien Vitaliy Kireiko (1957) créé à Lviv et dans le studio d'opéra du Conservatoire de Kiev .
- Chanson de la Forêt est un ballet du compositeur Herman Joukovski (livret de M. Gabovych, dirigé par O. Tarasov et O. Lapauri) qui a été interprété au théâtre Bolchoï de l'URSS (1961).
- La Chanson de la Forêt est un opéra du compositeur ukrainien Myroslav Volynsky qui a été créé à Kamianets-Podilskyi au festival Opéra en Miniature[2].

### Adaptations à l'écran
| Année | Titre                      | Réalisateur                     | Mavka                                                                     | Lukash                                                                 | Studio de cinéma            | Remarques                 |
| ----- | -------------------------- | ------------------------------- | ------------------------------------------------------------------------- | ---------------------------------------------------------------------- | --------------------------- | ------------------------- |
| 1961  | Chanson de la forêt        | Viktor Ivchenko                 | Raïsa Nedashkivska                                                        | Volodymyr Sydorchuk                                                    | Studios de cinéma Dovzhenko |                           |
| 1976  | Chanson de la forêt        | Alla Hratchova                  | Halyna Ostapenko                                                          | Borys Romanov                                                          | Kyivnaukfilm                | Court métrage d'animation |
| 1980  | Chanson de la forêt. Mavka | Yuri Ilyenko                    | Liudmyla Yefymenko                                                        | Viktor Kremliov                                                        | Studios de cinéma Dovzhenko |                           |
| 2023  | Le Royaume de Naya         | Oleksandra Ruban, Oleh Malamuzh | Natalka Denysenko (voix ukrainienne) / Audrey D'Hulstère (voix française) | Artem Pyvovarov (voix ukrainienne) / Damien Loqueneux (voix française) | Animagrad                   | Film d'animation          |

### Autre
- The Forest Song est un jeu vidéo américain.